# Бадминтон на Летњим олимпијским играма 2004.
Бадминтон на Летњим олимпијским играма 2004. године одржан је у Олимпијској дворани Гоуди у Олимпијском комплексу Гоуди од 14. августа до 21. августа. И мушкарци и жене такмичили су се у својим појединачним и дубловима, а заједно су се такмичили у мјешовитим паровима.

## Освајачи медаља
| Дисциплина                  | Злато                                      | Сребро                                              | Бронза                                      |
| Мушкарци појединачно детаљи | Тауфик Хидајат · Индонезија                | Шон Сеунг-мо · Јужна Кореја                         | Сони Дви Кунцоро · Индонезија               |
| Мушки парови детаљи         | Јужна Кореја · Ha Tae-kwon · Kim Dong-moon | Јужна Кореја · Lee Dong-soo · Yoo Yong-sung         | Индонезија · Eng Hian · Flandy Limpele      |
| Жене појединачно детаљи     | Џанг Нинг · Кина                           | Миа Аудина · Холандија                              | Zhou Mi · Кина                              |
| Женски парови детаљи        | Кина · Yang Wei · Zhang Jiewen             | Кина · Gao Ling · Хуанг Суи                         | Јужна Кореја · Lee Kyung-won · Ra Kyung-min |
| Мешовити парови детаљи      | Кина · Џанг Јун · Гао Линг                 | Уједињено Краљевство · Нејтан Робертсон · Gail Emms | Данска · Јенс Ериксен · Mette Schjoldager   |

## Биланс медаља
| Ранг       | Држава               | Злато | Сребро | Бронза | Укупно |
| 1          | Кина                 | 3     | 1      | 1      | 5      |
| 2          | Јужна Кореја         | 1     | 2      | 1      | 4      |
| 2          | Индонезија           | 1     | 0      | 2      | 4      |
| 4          | Уједињено Краљевство | 0     | 1      | 0      | 1      |
| 4          | Холандија            | 0     | 1      | 0      | 1      |
| 4          | Данска               | 0     | 0      | 1      | 1      |
| Укупно (6) | Укупно (6)           | 5     | 5      | 5      | 15     |

## Земље учеснице
Укупно 31 нација такмичила се у четири различита такмичења у бадминтону на Летњим олимпијским играма 2004. године.
- Аустралија
- Бугарска
- Канада
- Кина
- Кинески Тајпеј
- Данска
- Финска
- Француска
- Немачка
- Уједињено Краљевство
- Грчка
- Гватемала
- Хонгконг
- Индија
- Индонезија
- Јамајка
- Јапан
- Малезија
- Холандија
- Нови Зеланд
- Норвешка
- Перу
- Пољска
- Русија
- Сингапур
- Јужноафричка Република
- Јужна Кореја
- Шпанија
- Шведска
- Тајланд
- Сједињене Америчке Државе